# لين روبنسون
لين روبنسون (بالإنجليزية: Lynne Robinson)‏ هي منافسة ألعاب القوى بريطانية، ولدت في 21 يونيو 1969.

## وصلات خارجية
- لين روبنسون على موقع الاتحاد الدولي لألعاب القوى (الإنجليزية)